# Withern
Withern är en ort i Storbritannien.   Den ligger i grevskapet Lincolnshire och riksdelen England, i den sydöstra delen av landet, 200 km norr om huvudstaden London. Withern ligger 11 meter över havet och antalet invånare är 429.
Terrängen runt Withern är platt. Runt Withern är det ganska tätbefolkat, med 75 invånare per kvadratkilometer. Närmaste större samhälle är Louth, 11,4 km nordväst om Withern. Trakten runt Withern består till största delen av jordbruksmark.